# Marthe Kiley-Worthington
Marthe Kiley-Worthington est une éthologue anglaise spécialiste du cheval, de renommée mondiale. Elle grandit au Kenya et découvre sa vocation très tôt, affirmant dès l'âge de six ans qu'elle voudrait comprendre le comportement de son poney et de son chien. Elle étudie ensuite l'éthologie en Angleterre et obtient son doctorat en 1961. Elle tenait une ferme équestre dans la Drôme, près du points culminant des « Trois Becs » où elle dispensait des stages d'éthologie et produisait de l'alimentation biologique,.